# Lever Press
Lever Press è una casa editrice universitaria avente sede ad Ann Arbor, nel Michigan. È stata fondata nel 2016 con l'aiuto della Michigan Publishing, dell'Amherst College Press e dell'Oberlin Group. Lever Press rappresenta un consorzio di università, ognuna delle quali contribuisce a governare e dirigere la casa editrice. Tutte le pubblicazioni della casa editrice sono rilasciate in modalità di accesso aperto. La peculiarità della Lever Press è che il costo di produzione dei libri è pagato dalle università partecipanti.  La casa editrice è membro dell'Association of American University Presses.

## Elenco delle istituzioni partecipanti
Si riporta di seguito l'elenco delle istituzioni partecipanti:
- Amherst College
- Atlanta University Center Consortium
- Berea College
- Bowdoin College
- Carleton College
- Central Washington University
- Claremont Graduate University
- Claremont McKenna College
- Clark Atlanta University
- College of Wooster
- College of Saint Benedict and Saint John's University
- Davidson College
- Denison University
- DePauw University
- Grinnell College
- Hamilton College
- Hampshire College
- Harvey Mudd College
- Hollins University
- Iowa State University
- Keck Graduate Institute
- Knox College
- Lafayette College
- Macalester College
- Middlebury College
- Morehouse College
- Morehouse School of Medicine
- Norwich University
- Occidental College

- Penn State University
- Pitzer College
- Pomona College
- Randolph-Macon College
- Rollins College
- Santa Clara University
- Scripps College
- Skidmore College
- Smith College
- Spelman College
- Susquehanna University
- Swarthmore College
- Trinity University
- Union College
- University of California, Los Angeles Library
- University of Idaho
- University of Northern Colorado
- University of Puget Sound
- University of Rhode Island
- University of San Francisco
- University of Vermont
- Ursinus College
- Vassar College
- Washington and Lee University
- Whitman College
- Whittier College
- Whitworth University
- Willamette University
- Williams College